# Velthur Spurinna
Velthur Spurinna ou Velthur le Grand est un personnage étrusque, originaire de Tarquinia, ayant probablement vécu au Ve siècle av. J.-C.

## Histoire
Époux de Ravnthu Thefrinai, Velthur est le fils de Larth Spurinna et l'oncle  de Vélia Spurinna et de Avle.
Velthur serait le héros de Tarquinia qui avait commandé deux armées contre Syracuse. Il appartenait à la famille des Spurinna.
Sur le forum de Tarquinia ont été retrouvés des fragments de marbre comportant des épigraphes qui semblent attester que « Aulus Spurinna a été trois fois praetor -  a été le premier à conduire par-delà des mers une armée régulière.
Il a probablement commandé la flotte étrusque à Aléria en Corse et conduit une seconde expédition en Sicile.